# Rohr im Gebirge
Rohr im Gebirge é um município da Áustria localizado no distrito de Wiener Neustadt-Land, no estado de Baixa Áustria.